# Siarhiej Drozd
Siarhiej Mikałajewicz Drozd, błr. Сяргей Мікалаевіч Дрозд, ros. Сергей Николаевич Дрозд - Siergiej Nikołajewicz Drozd (ur. 14 kwietnia 1990 w Mińsku) – białoruski hokeista, reprezentant Białorusi.

## Kariera
- Łokomotiw 2 Jarosław (2005-2008)
- HK Szynnik Bobrujsk (2008)
- HK Kieramin Mińsk (2008-2009)
- Dynama Mińsk (2009)
- Tri-City Americans (2009-2010)
- Dynama Mińsk (2010-2018)
  -  HK Nioman Grodno (2009)
- Junost' Mińsk (2018-)

Od 2010 na stałe zawodnik Dynama Mińsk. W lipcu 2013 przedłużył umowę o dwa lata. Na początku sezonu 2013/2014 grał w Grodnie, po czym pod koniec października 2013 powrócił do Mińska. W czerwcu 2018 został graczem Junosti Mińsk.
Uczestniczył w turniejach mistrzostw świata w 2010, 2011, 2012, 2015, 2016, 2017, 2018, 2021.

## Sukcesy
Klubowe
- Złoty medal mistrzostw Białorusi: 2014 z Niomanem Grodno, 2019, 2020, 2021 z Junostią Mińsk

Indywidualne
- Mistrzostwa Świata Juniorów w Hokeju na Lodzie 2009/I Dywizja#Grupa A:
  - Pierwsze miejsce w klasyfikacji strzelców turnieju: 7 goli[5]
  - Drugie miejsce w klasyfikacji kanadyjskiej turnieju: 11 punktów[6]
  - Piąte miejsce w klasyfikacji +/- turnieju: +10[7]
- Mistrzostwa Świata Juniorów w Hokeju na Lodzie 2010/I Dywizja#Grupa B:
  - Czwarte miejsce w klasyfikacji strzelców turnieju: 4 gole[8]
  - Piąte miejsce w klasyfikacji asystentów turnieju: 5 asyst[9]
  - Czwarte miejsce w klasyfikacji kanadyjskiej turnieju: 9 punktów[10]